# ماتياس زيمارمان
ماتياس زيمارمان (بالألمانية: Matthias Zimmermann)‏ (16 يونيو 1992 ألمانيا - ) هو لاعب كرة قدم ألماني، يلعب كمدافع.

## وصلات خارجية
ماتياس زيمارمان على موقع قاعدة بيانات كرة القدم.إي يو (الإنجليزية)
- ماتياس زيمارمان على موقع بيانات كرة القدم. دي إي (الألمانية)
- ماتياس زيمارمان على موقع Soccerway.com (الإنجليزية)
- ماتياس زيمارمان على موقع عالم كرة القدم.نت (الإنجليزية)
- ماتياس زيمارمان على موقع AS.com (الإسبانية)